# Dyron Daal
Dyron Rudolph Daal (Ámsterdam, Países Bajos, 11 de octubre de 1983) es un futbolista curazoleño nacido en los Países Bajos. Juega de delantero y su club actual es el FCO Beerschot Wilrijk, de Bélgica.

## Clubes
| Club                                | País         | Año            |
| ----------------------------------- | ------------ | -------------- |
| FC Utrecht                          | Países Bajos | 2002–2005      |
| Almere City                         | Países Bajos | 2005–2006      |
| Aberdeen Football Club              | Escocia      | 2006–2007      |
| Dundee United Football Club         | Escocia      | 2007– Préstamo |
| St. Johnstone Football Club         | Escocia      | 2007–2008      |
| Go Ahead Eagles                     | Países Bajos | 2011–act.      |
| Club de Fútbol Fuenlabrada          | España       | 2008–2009      |
| Ross County Football Club           | Escocia      | 2009–2010      |
| North Queensland Fury Football Club | Australia    | 2010–2011      |
| South China Athletic Association    | Hong Kong    | 2011–Presente  |

## Vida personal
Nacido en Ámsterdam, Países Bajos, Daal es un producto de la cantera del AFC Ajax debuta como profesional en 2002 para el FC Utrecht, antes de unirse a Aberdeen Football Club en agosto de 2006. Fue firmado en un contrato amateur, debido a la burocracia que rige la transferencia de jugadores aficionados en los Países Bajos. Daal se unió a Dundee United Football Club en calidad de préstamo hasta el final de la temporada 2006-07 para cubrir para el jugador de Dee Derek Lyle, que resultó lesionado. 
Poco después de la finalización de este periodo de cesión, se le dijo que no tenía futuro en el club de Jimmy Calderwood y se fue en el verano de 2007 y se trasladó a St. Johnstone Football Club. El 30 de enero de 2008, Daal fue vendido por St Johnstone debido a la sustitución de su mánager.  
Él firmó para el club español Club de Fútbol Fuenlabrada pero se fue al final de la temporada de 2008 para volver a Escocia, para fichar por el equipo escocés de Primera División recién ascendido Ross County Football Club.